# Давид Сімансон
Давид Сімансон (Давідс Сімансонс) (латис. Dāvids Sīmansons; 4 квітня 1859, Ліфляндськая губернія, Російська імперія — 13 грудня 1933, Рига, Латвія) — перший головнокомандувач латвійської армії, генерал латвійської армії і генерал-майор російської армії. Кавалер військового ордена Лачплесіса. Колишній військовий міністр Латвії.

## Біографія
Народився 4 квітня 1859 року в Вольмарском повіті в родині сільськогосподарських працівників. Закінчив Лимбажську повітову школу. У 1880 році починає свою військову кар'єру, добровільно вступивши в 115-й піхотний Вяземський полк російської армії. Потім закінчує школу юнкерів. У 1894 році закінчив Академію Генерального штабу. Потім командував полком. Брав участь в російсько-японській війні, де в бою був контужений. У 1910 році був підвищений до полковника. У 1912 році призначений командиром 66-ї піхотної Бутирській полку. Потім брав участь у Першій світовій війні. У 1915 році отримав чин генерал-майора. Був призначений командиром 2-ї бригади 17-ї піхотної дивізії. У 1917 році пішов на пенсію.
У 1919 році призначений першим головнокомандувачем латвійської армії. Був військовим міністром Латвії. Брав участь у громадянській війні. Після тривалої хвороби помер в 1933 році. Похований на Братському кладовищі в Ризі.